# (3498) Belton
(3498) Belton est un astéroïde de la ceinture principale découvert par Schelte J. Bus le 1er mars 1981 à Siding Spring. Sa désignation provisoire est 1981 EG14.

## Origine du nom
il a été nommé en l'honneur de Michael J. Belton.

## Orbite
(3498) Belton a un aphélie de 2,59 UA et un périhélie de 2,11 UA. Il met 3,61 ans pour faire le tour du Soleil, a une inclinaison de 6,63°, un demi-grand axe de 2,35 UA, un nœud ascendant de 223,57°, une excentricité de 0,10, une anomalie moyenne de 73,47° et son argument du périhélie est de 190,74°.

## Caractéristiques
Sa magnitude absolue est de 14,0 et sa pente de phase est de 0,15.